# Korea Institute of Science and Technology Europe Forschungsgesellschaft

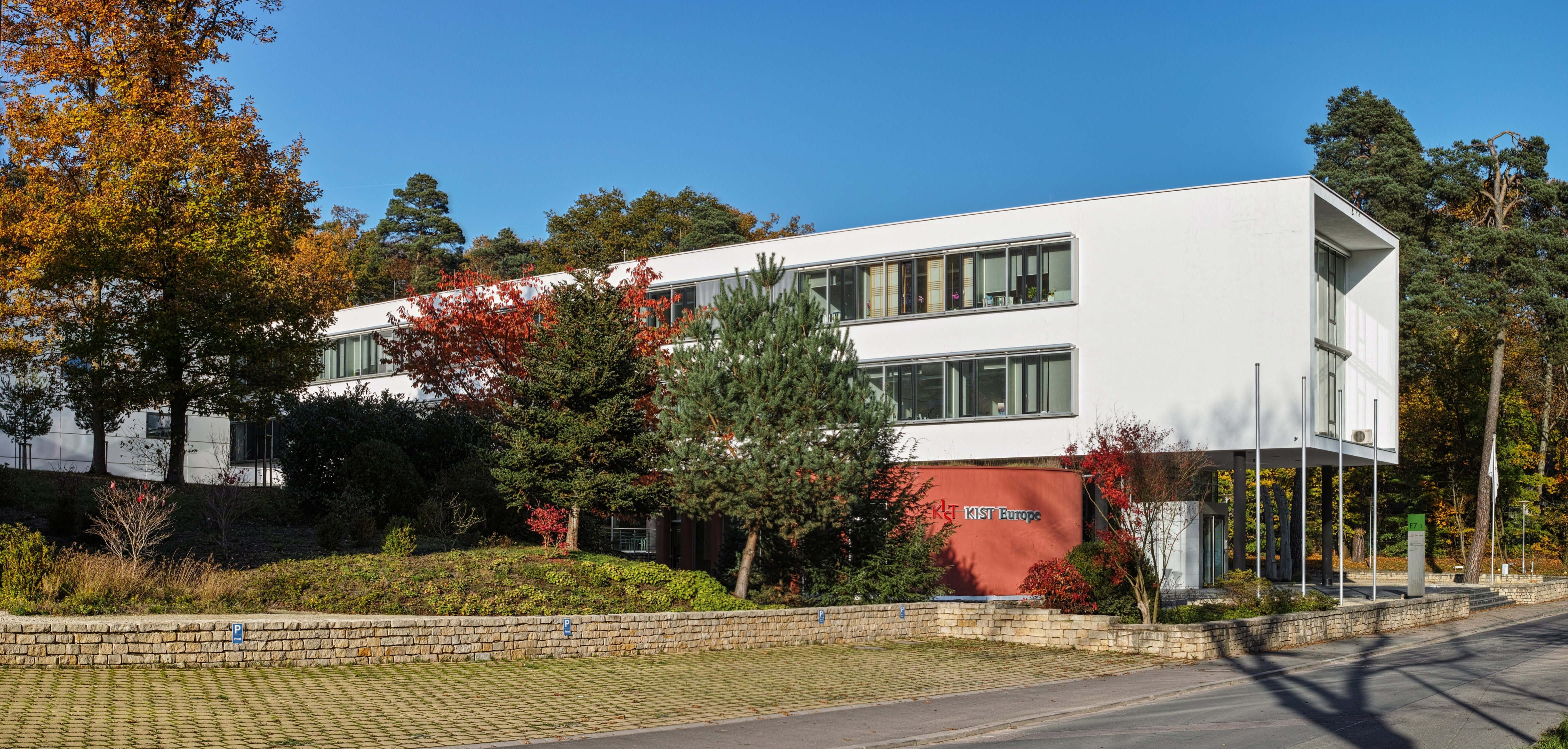
Gebäude des KIST Europe auf dem Campus der Universität des Saarlandes

Die Korea Institute of Science and Technology Europe Forschungsgesellschaft mbH (KIST) ist die einzige Zweigstelle des Korea Institute of Science and Technology außerhalb Südkoreas. Das KIST wurde 1996 durch einen deutsch-koreanischen Staatsvertrag gegründet und hat seinen Sitz in Saarbrücken. Auf dem Campus der Universität des Saarlandes, mit der es eine Kooperationsvereinbarung geschlossen hat, wurde ein Forschungsgebäude errichtet, das neben Büro- und Laborräumen auch Werkstätten und ein Technikum umfasst.
Die Aufgaben von KIST Europe sind folgende:
- Forschung im EU-Raum: Forschungsaktivitäten zur Globalisierung der koreanischen Wissenschaft und Technik
- KOREA/EU-Kooperationszentrum im Bereich Technik, Austausch und Training von Personal, Informationsbeschaffung in Wissenschaft und Technik
- Beratung der Industrie: Unterstützung koreanischer Unternehmen bei Aktivitäten in Europa.

## Ziele
- Entwicklung zum Kompetenzzentrum in den Bereichen einheitliches Bioengineering und Umweltforschung
- Etablierung einer Plattform für eine effektive Kooperation in Wissenschaft und Technik zwischen Südkorea und der EU

KIST Europe pflegt Kooperationen mit der Universität des Saarlandes in den Bereichen Pharmazie (Ursapharm-Labor) und Medizintechnik, mit dem Universitätsklinikum des Saarlandes in Homburg im Bereich Biologie und viele weitere Kooperationen in Deutschland und Europa (Universität Twente, Universität Gent, Universität Innsbruck, Erasmus-Universität Rotterdam, Universität Glamorgan, Universitätsklinikum Marburg usw.).

## Forschung
Aktuell ist die Forschung bei KIST aufgeteilt in die folgenden Bereiche:
- Nano-Engineering Group:

Schwerpunkte sind Mikrofluidik – auch in Verbindung mit Magnetismus, Lab-on-chip, Identifizierung von DNA/RNA, Herstellung von Instrumenten für klinische Diagnostik
- Convergence Bioscience Group:

Schwerpunkte sind Immuntherapie, Wirkstofftransport sowie Wirkstoff-, Biomaterial- und Biosensorenentwicklung sowie Bereitstellung von innovativen, neuen Therapeutika und Diagnostika zur biomedizinischen und pharmazeutischen Verwendung
- Environment & Energy Center:

Schwerpunkte sind Umweltrisikoabschätzung der Toxizität von chemischen Gemischen und künstlichen Nanomaterialien, Bestimmung der Ökotoxizität und Bekämpfung von Grünalgen, Einhaltung von Umweltbestimmungen (REACH, GHS, K-REACH) sowie Produktion und Lagerung von „Grüner Energie“
- Cooperation & Policy Center for Future Technology:

Schwerpunkte ist die Entwicklung von innovativen Lösungen für gesellschaftliche Probleme in Korea und Europa durch Etablierung von strategischen Konzepten und technischen Lösungen für einen sicheren Einsatz in der koreanischen und europäischen Industrie (z. B. Planung von europäischen Forschungsprojekten wie Horizont 2020 und EUREKA)